# Grand Prix Formule 1 van Italië 1958
De Grand Prix Formule 1 van Italië 1958 werd gehouden op 7 september op het Autodromo Nazionale Monza in Monza. Het was de tiende race van het seizoen.

## Uitslag
| Pos. | Nr. | Coureur                  | Constructeur  | Rondes | Tijd / Oorzaak uitval | Grid | Punten |
| ---- | --- | ------------------------ | ------------- | ------ | --------------------- | ---- | ------ |
| 1    | 28  | Tony Brooks              | Vanwall       | 70     | 2:03:47.8             | 2    | 8      |
| 2    | 14  | Mike Hawthorn            | Ferrari       | 70     | + 24.2                | 3    | 6      |
| 3    | 18  | Phil Hill                | Ferrari       | 70     | + 28.3                | 7    | 5S     |
| 4    | 32  | Masten Gregory           | Maserati      | 69     | + 1 Ronde             | 11   | 3      |
| 5    | 6   | Roy Salvadori            | Cooper-Climax | 62     | + 8 Rondes            | 14   | 2      |
| 6    | 38  | Graham Hill              | Lotus-Climax  | 62     | + 8 Rondes            | 12   |        |
| 7    | 36  | Cliff Allison            | Lotus-Climax  | 61     | + 9 Rondes            | 16   |        |
| DNF  | 42  | Maria Teresa de Filippis | Maserati      | 57     | Motor                 | 21   |        |
| DNF  | 22  | Giulio Cabianca          | Maserati      | 51     | Motor                 | 20   |        |
| DNF  | 8   | Jean Behra               | BRM           | 42     | Koppeling             | 8    |        |
| DNF  | 24  | Hans Herrmann            | Maserati      | 32     | Motor                 | 18   |        |
| DNF  | 30  | Stuart Lewis-Evans       | Vanwall       | 30     | Oververhitting        | 4    |        |
| DNF  | 2   | Maurice Trintignant      | Cooper-Climax | 24     | Versnellingsbak       | 13   |        |
| DNF  | 26  | Stirling Moss            | Vanwall       | 17     | Versnellingsbak       | 1    |        |
| DNF  | 12  | Jo Bonnier               | BRM           | 14     | Transmissie           | 10   |        |
| DNF  | 20  | Olivier Gendebien        | Ferrari       | 4      | Ophanging             | 5    |        |
| DNF  | 40  | Gerino Gerini            | Maserati      | 2      | Ongeluk               | 19   |        |
| DNF  | 34  | Carroll Shelby           | Maserati      | 1      | Handling              | 17   |        |
| DNF  | 16  | Wolfgang von Trips       | Ferrari       | 0      | Ongeluk               | 6    |        |
| DNF  | 10  | Harry Schell             | BRM           | 0      | Ongeluk               | 9    |        |
| DNF  | 4   | Jack Brabham             | Cooper-Climax | 0      | Ophanging             | 15   |        |

## Statistieken
| Pole-position | Stirling Moss | Vanwall | 1:40.5 |
| Snelste ronde | Phil Hill     | Ferrari | 1:42.9 |

## Noot
- Eerste snelste ronde, rondes als raceleider en podiumplaats voor Phil Hill.
- Tiende snelste ronde voor een Amerikaanse coureur.
- Vijfde podiumplaats voor Tony Brooks.

1921 · 1922 · 1923 · 1924 · 1925 · 1926 · 1927 · 1928 · 1931 · 1932 · 1933 · 1934 · 1935 · 1936 · 1937 · 1938 · 1947 · 1948 · 1949 · 1950 · 1951 · 1952 · 1953 · 1954 · 1955 · 1956 · 1957 · 1958 · 1959 · 1960 · 1961 · 1962 · 1963 · 1964 · 1965 · 1966 · 1967 · 1968 · 1969 · 1970 · 1971 · 1972 · 1973 · 1974 · 1975 · 1976 · 1977 · 1978 · 1979 · 1980 · 1981 · 1982 · 1983 · 1984 · 1985 · 1986 · 1987 · 1988 · 1989 · 1990 · 1991 · 1992 · 1993 · 1994 · 1995 · 1996 · 1997 · 1998 · 1999 · 2000 · 2001 · 2002 · 2003 · 2004 · 2005 · 2006 · 2007 · 2008 · 2009 · 2010 · 2011 · 2012 · 2013 · 2014 · 2015 · 2016 · 2017 · 2018 · 2019 · 2020 · 2021 · 2022 · 2023 · 2024 · 2025